# Microcerberus stygius
Microcerberus stygius is een pissebed uit de familie Microcerberidae. De wetenschappelijke naam van de soort is voor het eerst geldig gepubliceerd in 1933 door Karaman.